# 蒙蒂尼勒沙尔蒂夫
蒙蒂尼勒沙尔蒂夫（法語：Montigny-le-Chartif，法語發音：[mɔ̃tiɲi lə ʃaʁtif]）是法国厄尔-卢瓦省的一个市镇，属于诺让勒罗特鲁区。

## 地理
蒙蒂尼勒沙尔蒂夫（48°17'9"N, 1°9'16"E）面积25.96 平方千米，位于法国中央-卢瓦尔河谷大区厄尔-卢瓦省，该省份为法国北部内陆省份，北起顺时针与厄尔省、伊夫林省、埃松省、卢瓦雷省、卢瓦-谢尔省、萨尔特省和奧恩省接壤。
与蒙蒂尼勒沙尔蒂夫接壤的市镇（或旧市镇、城区）包括：阿蓬维利耶、蒂龙-加尔代、维约维克、莫特罗、弗拉泽。
蒙蒂尼勒沙尔蒂夫的时区为UTC+01:00、UTC+02:00（夏令时）。

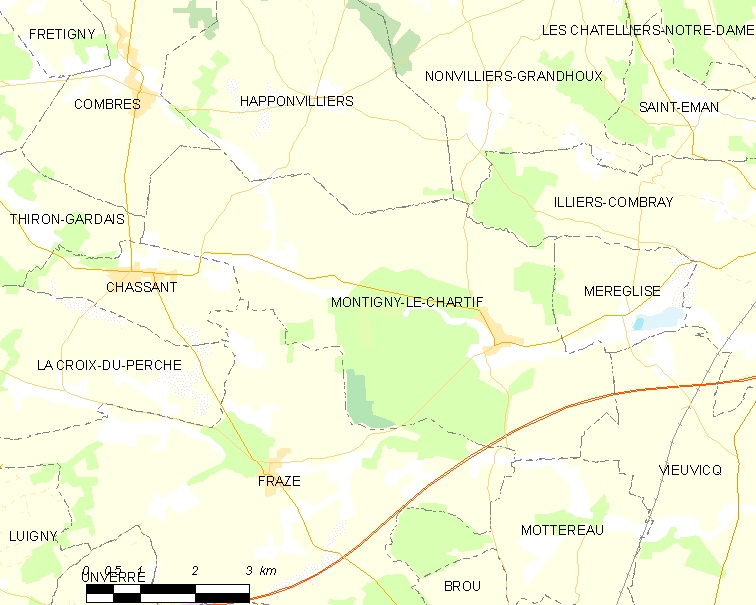
蒙蒂尼勒沙尔蒂夫的OSM定位图

## 行政
蒙蒂尼勒沙尔蒂夫的邮政编码为28120，INSEE市镇编码为28261。

## 政治
蒙蒂尼勒沙尔蒂夫所属的省级选区为布鲁县。

## 人口

1962-2008年间蒙蒂尼勒沙尔蒂夫人口变化图示

蒙蒂尼勒沙尔蒂夫于2022年1月1日时的人口数量为590人。